# Queso Philadelphia
Philadelphia Cream Cheese es una reconocida marca de queso crema. Desde su lanzamiento en 1872, se ha convertido en una de las más populares a nivel mundial y ahora es propiedad de Kraft Heinz y Mondelez International.

## Historia
A pesar de su nombre, el queso crema Philadelphia se originó en el estado de Nueva York, no en Filadelfia. En 1872, William Lawrence, un lechero de Chester, Nueva York, intentó hacer Neufchâtel, un queso ácido y desmenuzable que era popular en Europa en aquel tiempo. Sin embargo, por accidente, añadió demasiada crema, creando un queso más rico y fácil de untar, que más tarde se conocería como "queso crema". No fue hasta 1880 que se comercializó como "Queso Crema Filadelfia". Ese mismo año, Lawrence se unió a AL Reynolds, un distribuidor de queso de Nueva York, para vender grandes cantidades de este producto. En esa época, Filadelfia era conocida por sus granjas lecheras de alta calidad y por producir quesos más cremosos, así que decidieron utilizar el nombre "Filadelfia" en los bloques de queso crema envueltos en papel de aluminio. A lo largo de los años, la compañía experimentó algunos cambios y el nombre registrado Philadelphia fue vendido a Phenix Cheese Company, ubicada en South Edmeston, Nueva York. En 1928, Phenix se fusionó con Kraft, dando lugar a la Kraft-Phenix Cheese Company. Hoy en día, el queso crema Philadelphia sigue siendo un elemento básico en los hogares y en muchos restaurantes y tiendas de bagels alrededor del mundo.

## Usos
El queso Philadelphia es muy versátil y se puede utilizar en una amplia variedad de recetas. Se usa comúnmente como relleno para los bocadillos o para untar en tostadas, como ingrediente clave en cheesecakes, salsas, y platos elaborados. Su sabor suave lo hace ideal para combinar con otros ingredientes.

## Preparación
El queso Philadelphia se elabora a partir de leche y crema pasteurizadas, que se mezclan y calientan a temperaturas controladas. Este proceso asegura una emulsión uniforme y elimina microorganismos dañinos, garantizando la seguridad del producto final. A diferencia de otros quesos, Philadelphia no se somete a un proceso de maduración, lo que le otorga su textura cremosa y su sabor ligero.
Para mantener su consistencia y durabilidad, se añaden estabilizantes y emulsificantes durante la producción. Estos aditivos evitan la separación de los ingredientes, permitiendo que el queso mantenga su suavidad y sea fácil de untar. Gracias a este cuidadoso proceso de elaboración, Philadelphia ha logrado convertirse en un producto versátil y apreciado en la cocina.

## Distribución

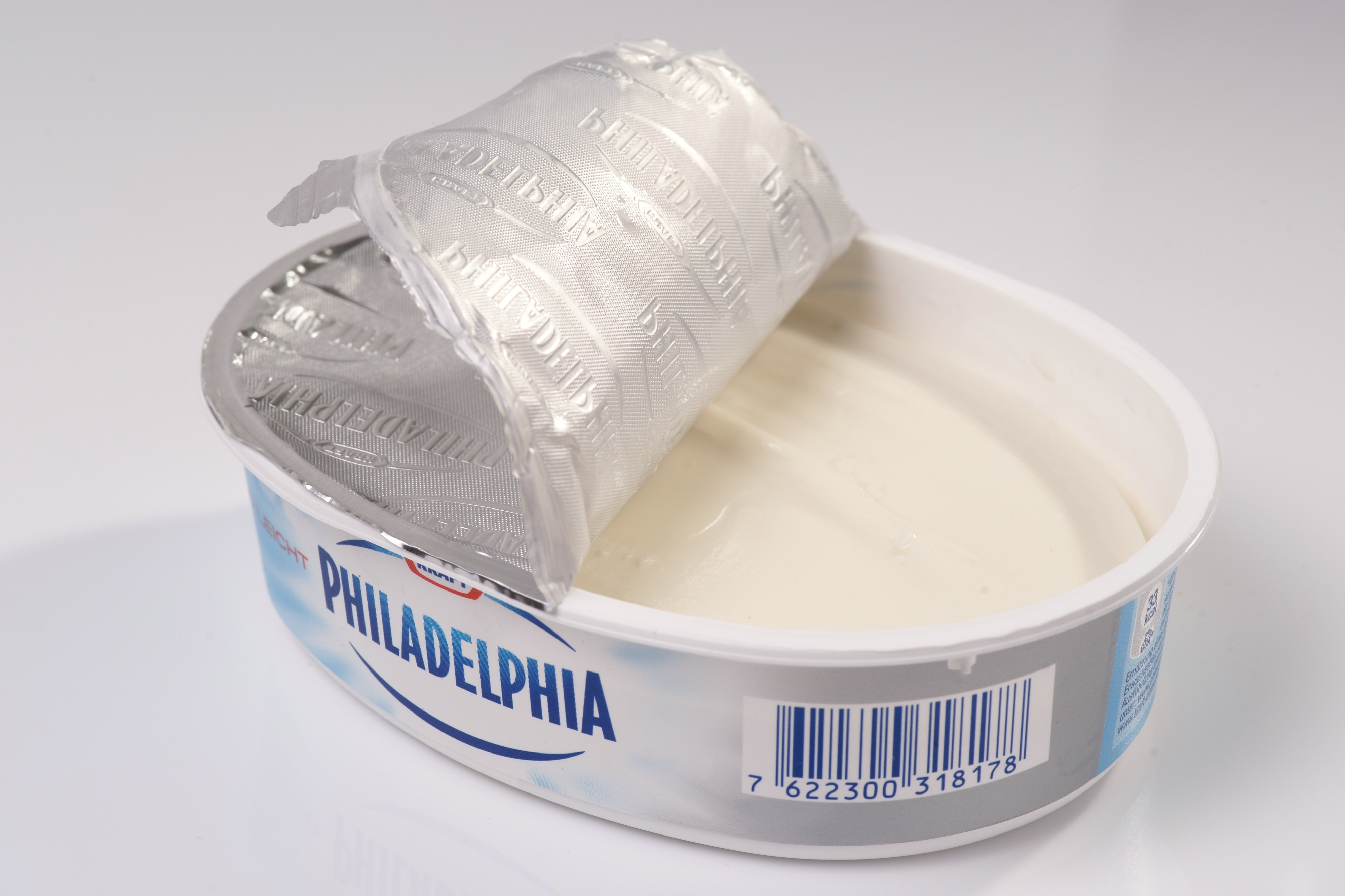
Envase de queso Filadelfia

El queso Philadelphia se distribuye a nivel mundial, con una fuerte presencia en Estados Unidos y Europa, donde ha consolidado su reputación como líder en el mercado de quesos crema. La marca se beneficia de la vasta red de distribución de sus propietarios, Kraft Heinz y Mondelez International, que les permite llegar a supermercados, restaurantes y tiendas especializadas en alimentos. Gracias a esta amplia infraestructura, Philadelphia está disponible tanto en formatos familiares como individuales, adaptándose a las necesidades de los consumidores.
Además, la marca ha diversificado su oferta, desarrollando productos específicos para mercados locales, como versiones bajas en grasa o saborizadas, para satisfacer las preferencias regionales. Esto incluye la creación de productos con ingredientes autóctonos, lo que permite a Philadelphia mantenerse competitiva en un mercado en constante evolución.

## Variedades
Las variedades de queso Philadelphia incluyen el Philadelphia Original, que es el clásico queso crema; Philadelphia Light, que tiene menos grasa y calorías; Philadelphia Saborizado, disponible en sabores como finas hierbas, trufa o salmón; Philadelphia Vegetal, que no contiene ingredientes de origen animal; y Philadelphia sin lactosa, variante sin lactosa.

## Polémicas
La marca ha enfrentado críticas por su publicidad y las percepciones de género. En 2019, un anuncio fue censurado en el Reino Unido por perpetuar estereotipos de género en el que mostraba a un padre distraído .